# Det store flip
Det store flip er en dansk komediefilm fra 1997, skrevet af Per Daumiller og filmens instruktør Niels Gråbøl.

## Medvirkende
- Sixten Kai Nielsen
- Christoffer Bro
- Kaya Brüel
- Charlotte Fich
- Dea Fog
- Peter Frödin
- Ditte Gråbøl
- Andrea Vagn Jensen
- Anders Nyborg
- Niels Olsen
- Mira Wanting
- Søren Sætter-Lassen
- John Martinus